# Atlides halesus
Atlides halesus  (лат.) — вид чешуекрылых насекомых из семейства голубянок. Распространён от Гватемалы на север до центральной Калифорнии, восточнее через Техас и южный Миссури до Мэриленда. Обитают в дубравах, мескитовых лесах, в кустарниковых местностях и плантациях с посаженным там грецким орехом, а также смешанных лесах, где произрастают полупаразитические (на деревьях) кустарники рода Phoradendron, которые являются кормовыми для гусениц. Бабочки питаются нектаром цветков золотарника, скандикса гребенчатого, аралии колючей, Clethra alnifolia и Prunus americana. Размах крыльев 32—51 мм.